# Harvey Friedman
Harvey Friedman (Pittsburgh, 9 dicembre 1959) è un attore statunitense.

## Filmografia parziale

### Cinema
- Sesso ed altre indagini (Investigating Sex), regia di Alan Rudolph (2001)
- Beyond the Sea, regia di Kevin Spacey (2004)
- Invasion (The Invasion), regia di Oliver Hirschbiegel (2007)
- Speed Racer, regia di Lana e Andy Wachowski (2008)
- Operazione Valchiria (Valkyrie), regia di Bryan Singer (2008)
- Berlin 36, regia di Kaspar Heidelbach (2009)
- Hannah Arendt, regia di Margarethe von Trotta (2012)
- Submergence, regia di Wim Wenders (2017)

### Televisione
- Il giovane Hitler (Hitler: The Rise of Evil), regia di Christian Duguay – miniserie TV, 2 puntate (2003)
- Hindenburg - L'ultimo volo (Hindenburg), regia di Philipp Kadelbach – film TV (2011)
- Unorthodox – miniserie TV, 2 puntate (2020)

## Doppiatori italiani
Nelle versioni in italiano delle opere in cui ha recitato, Louis-Do de Lencquesaing è stato doppiato da:
- Daniele Blandino in Transatlantic[1]